# Neverland Ranch

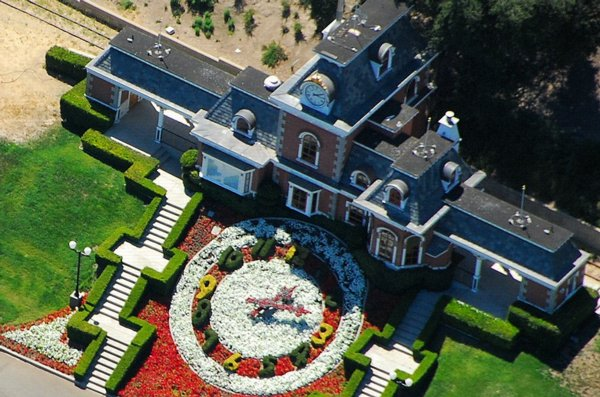
Järnvägsstationen på Neverland Ranch.

Neverland Valley Ranch (tidigare Zaca Laderas Ranch och Sycamore Valley Ranch) är en egendom i Santa Barbara County, Kalifornien. Neverland ägdes från 1988 av den  amerikanska popstjärnan Michael Jackson.
Namnet Neverland kom från den påhittade ön "Neverland" ("Landet ingenstans") i berättelsen om Peter Pan.
I parken finns bland annat en golfbana, berg- och dalbanor och annan underhållning. Egendomen har en yta på över 11 km². Den köptes av Jackson i februari 1988 för 19,5 miljoner dollar och hette då Sycamore Valley Ranch. Till Neverland inbjöds barn och deras familjer att bo och ta del av begivenheterna.[källa behövs] Jackson bodde på Neverland Valley Ranch till 2005. Året därpå stängdes anläggningen.
Sedan december 2020 ägs egendomen av miljardären Ron Burkle, som betalade 22 miljoner dollar för den.